# Samantha Bentley
Samantha Bentley (Londres, 8 de octubre de 1987) es una actriz pornográfica retirada, modelo, bailarina y DJ británica.

## Biografía
Samantha nació en la zona sur de la capital londinense. Empezó a trabajar como estríper y modelo de desnudos estando en la Universidad, donde estudiaba Diseño. Llegó a aparecer en la famosa Tercera del diario The Sun.
Decidió entrar en la industria pornográfica después de que un exnovio suyo entonces le dijera que podría ser divertido ser una estrella porno. Comenzó a grabar primero vídeos amateur. Cuando tenía 20 años hizo su primera actuación en solitario para una web británica, donde aparecía con el nombre de Samantha B. Sus inicios fueron con escenas lésbicas en exclusiva.
En 2010 grabó su primera escena para la productora 21Sextury a sus 22 años de edad en Budapest con una actriz porno checa. Su primera escena ante las cámaras con un chico fue con Ian Tate para Harmony Films. Esta escena fue también su primera escena de sexo anal.
En la edición de 2013 de los Premios AVN se hizo con el galardón a la Mejor escena de lésbico en grupo junto a Brooklyn Lee y Ruth Medina por Brooklyn Lee: Nymphomaniac.
En la trigésimo segunda edición de los AVN, en 2015, volvió a recibir un galardón. En esta ocasión por la Mejor escena de sexo en producción extranjera por Rocco’s Perfect Slaves, galardonada junto a Rocco Siffredi y Henessy.
Ha grabado más de 380 películas. Algunas de ellas son la dupla Hard In Love, junto a la actriz polaca Misha Cross, Voracious - Season 2, Anal Debauchery 3, Samantha Bentley Is Filthy, Brit School Brats, o Sex In Venice, así como la pentalogía de Young Harlots.
En agosto de 2015 fue proclamada Pet of the Month por la revista Penthouse.
Además de su faceta como actriz porno, también ha realizado cameos en series de televisión como Juego de Tronos. Bentley apareció en el capítulo sexto de la cuarta temporada titulado Leyes de dioses y hombres, interpretando a una prostituta de Braavos. Posteriormente, volvería a aparecer dos veces más en la quinta temporada.
El 19 de agosto de 2014 apareció en un artículo en la edición británica de Cosmopolitan titulado "14 weird questions about life as a porn star, answered by professionals". El 6 de febrero de 2016 publicaría una columna en su blog para The Huffington Post titulado "Women Against Feminism – A Pornstar's Point of View", por el que fue criticada por sectores feministas.
El 16 de abril de 2015, Bentley debutó como DJ en el club Total Uprawr de Camden. Además, es socia de PETA y ha hecho campañas de protesta contra el plan de la Agencia Espacial de Rusia de mandar cuatro monos a Marte en 2017. El 13 de enero de 2016 apareció en la Embajada de Rusia en Londres donde realizó una performance con sangre falsa y disfrazada de mono con traje espacial.
Se retiró a mediados de 2018, después de hacer público que esperaba su primer hijo.

## Premios y nominaciones
| Año  | Ceremonia                   | Resultado | Premio                                                       | Trabajo                          |
| ---- | --------------------------- | --------- | ------------------------------------------------------------ | -------------------------------- |
| 2013 | Premios AVN                 | Ganadora  | Mejor escena de lésbico en grupo                             | Brooklyn Lee: Nymphomaniac       |
| 2013 | Sex Awards                  | Nominada  | Mejor cuerpo porno                                           | —                                |
| 2013 | Spank Bank Awards           | Nominada  | Pussy Eating Princess of the Year                            | —                                |
| 2014 | Premios AVN                 | Nominada  | Artista femenina extranjera del año                          | —                                |
| 2014 | Spank Bank Awards           | Nominada  | International Fuck Bunny                                     | —                                |
| 2014 | Premios XBIZ                | Nominada  | Artista femenina extranjera del año                          | —                                |
| 2015 | Premios AVN                 | Ganadora  | Mejor escena de sexo en producción extranjera                | Rocco's Perfect Slaves 2         |
| 2015 | Premios AVN                 | Nominada  | Artista femenina extranjera del año                          | —                                |
| 2015 | Spank Bank Awards           | Ganadora  | Imported Temptress of the Year                               | —                                |
| 2015 | Spank Bank Awards           | Nominada  | Best Vocals                                                  | —                                |
| 2015 | Spank Bank Awards           | Nominada  | Mejores piernas                                              | —                                |
| 2015 | Spank Bank Awards           | Nominada  | Super Squirter of the Year                                   | —                                |
| 2015 | Spank Bank Awards           | Nominada  | Fucking Nerd of the Year                                     | —                                |
| 2015 | Spank Bank Awards           | Nominada  | Best "Come Fuck Me" Eyes                                     | —                                |
| 2015 | Spank Bank Technical Awards | Ganadora  | The Porn Stars' Favorite Pussy Eater                         | —                                |
| 2015 | Spank Bank Technical Awards | Ganadora  | Princess of Profanity                                        | —                                |
| 2015 | Premios XBIZ                | Nominada  | Artista femenina extranjera del año                          | —                                |
| 2016 | Premios AVN                 | Nominada  | Artista femenina extranjera del año                          | —                                |
| 2016 | Premios AVN                 | Nominada  | Premio fan: Mejores pechos                                   | —                                |
| 2016 | Premios AVN                 | Nominada  | Mejor escena de sexo en producción extranjera                | Pretty Little Playthings         |
| 2016 | Spank Bank Awards           | Nominada  | Mejores piernas                                              | —                                |
| 2016 | Spank Bank Awards           | Ganadora  | Best 'Come Fuck Me' Eyes                                     | —                                |
| 2016 | Spank Bank Awards           | Nominada  | Imported Temptress of the Year                               | —                                |
| 2016 | Spank Bank Awards           | Nominada  | Instagram Girl of the Year                                   | —                                |
| 2016 | Spank Bank Awards           | Nominada  | Tweeting Twat of the Year                                    | —                                |
| 2016 | Spank Bank Technical Awards | Ganadora  | Mouthy Gobsnite                                              | —                                |
| 2016 | Premios XBIZ                | Nominada  | Artista femenina extranjera del año                          | —                                |
| 2017 | Premios AVN                 | Nominada  | Mejor actriz                                                 | Hard in Love                     |
| 2017 | Premios AVN                 | Nominada  | Artista femenina extranjera del año                          | —                                |
| 2017 | Premios AVN                 | Nominada  | Estrella mainstream del año                                  | —                                |
| 2017 | Premios AVN                 | Nominada  | Mejor escena de sexo en producción extranjera                | Rocco's Italian Porn Boot Camp 2 |
| 2017 | Premios AVN                 | Nominada  | Premio fan: Mejores pechos                                   | —                                |
| 2017 | Spank Bank Awards           | Nominada  | Mattress Actress of the Year                                 | —                                |
| 2017 | Spank Bank Awards           | Nominada  | Imported Enchantress of the Year                             | —                                |
| 2017 | Spank Bank Awards Technical | Ganadora  | The One Shade Wonder (makeup reference)                      | —                                |
| 2017 | Premios XBIZ                | Nominada  | Artista femenina extranjera del año                          | —                                |
| 2017 | Premios XBIZ                | Nominada  | Mejor actriz en película lésbica                             | Hard in Love 2                   |
| 2017 | Premios XRCO                | Nominada  | Mejor actriz                                                 | Hard in Love                     |
| 2019 | Premios AVN                 | Nominada  | Mejor escena de sexo lésbico grupal en producción extranjera | Misha in Exile                   |